# Hemitriccus minor
El titirijí de Snethlage (Hemitriccus minor), también denominado mosqueta de Snethlage, pico chato de cola angosta o pico chato colicorto (en Venezuela) o tirano-todi de Snethlage (en Perú), es una especie de ave paseriforme de la familia Tyrannidae perteneciente al numeroso género Hemitriccus. Habita en la región amazónica de América del Sur.

## Distribución y hábitat
Se distribuye por la Amazonia brasileña, y extremo norte de Bolivia. Especímenes registrados en el sur de Venezuela requieren confirmación a la luz de recientes novedades taxonómicas sobre la presente y otras especies relacionadas.
Esta especie es considerada bastante común en sus hábitats naturales: la vegetación densa y los enmarañados de enredaderas de bordes de selvas húmedas y de várzea en la Amazonia, hasta los 600 m de altitud.

## Sistemática

### Descripción original
La especie H. minor fue descrita por primera vez por la ornitóloga germano - brasileña Maria Emilie Snethlage en 1907 bajo el nombre científico Euscarthmus zosterops minor; la localidad tipo es: «Arumateua, margen izquierda, bajo Río Tocantins, centro de Pará, Brasil».

### Etimología
El nombre genérico masculino «Hemitriccus» se compone de las palabras del griego « ἡμι hēmi»: pequeño, y « τρικκος trikkos»: pequeño pájaro no identificado; en ornitología, «triccus» significa «atrapamoscas tirano»; y el nombre de la especie «minor» proviene del latín ysignifica ‘menor’, ‘más pequeña’.

### Taxonomía
Anteriormente fue tratada como un género monotípico, Snethlagea, con base en el perfil inusual del pico y de las narinas; estas características, sin embargo, son compartidas con Hemitriccus spodiops, y algunos autores proponen el restablecimiento del género, conteniendo estas dos especies. Previamente fue considerada conespecífica con Hemitriccus minimus. La subespecie pallens posiblemente sea una especie separada: especímenes presuntamente de esta subespecie del sur de Venezuela (Amazonas) requieren un re-examen, a la luz de clarificaciones taxonómicas recientes sobre esta y otras especies relacionadas. La subespecie nominal y snethlageae son difíciles de diferenciar e intergradan en el centro de la Amazonia brasileña (Pará), posiblemente sería mejor fundirlas.

### Subespecies
Según la clasificaciones del Congreso Ornitológico Internacional (IOC) y Clements Checklist/eBird se reconocen tres subespecies, con su correspondiente distribución geográfica:
- Hemitriccus minor pallens (Todd, 1925) - centro oeste de Brasil en ambos lados del Río Amazonas, desde el estado de Amazonas (muy cerca de la frontera peruana) hacia el este hasta las márgenes occidentales de los ríos Negro y Madeira.
- Hemitriccus minor snethlageae (Snethlage, 1937) - centro de la Amazonia brasileña (desde la margen izquierda del Madeira hacia el este hasta la orilla derecha del Tapajós, hacia el sur hasta el norte de Rondônia y noroeste de Mato Grosso) y noreste de Bolivia (este del Beni, Santa Cruz).
- Hemitriccus minor minor (Snethlage, 1907) - este de la Amazonia brasileña, en el centro de Pará (vecindades del bajo río Xingú y río Tocantins).